# Kujawy (Couïavie-Poméranie)
Pour les articles homonymes, voir Kujawy.
Kujawy est une localité polonaise de la voïvodie de Couïavie-Poméranie et du powiat de Lipno.